# دهستان ترونگ
دهستان ترونگ (به لاتین: Trong Gewog) یک دهستان در کشور بوتان است که در ناحیهٔ ژهمگانگ واقع شده‌است.